# Manding Daya
Manding Daya is een bestuurslaag in het regentschap Sumenep van de provincie Oost-Java, Indonesië. Manding Daya telt 1749 inwoners (volkstelling 2010).